# Georg Curt von Einsiedel

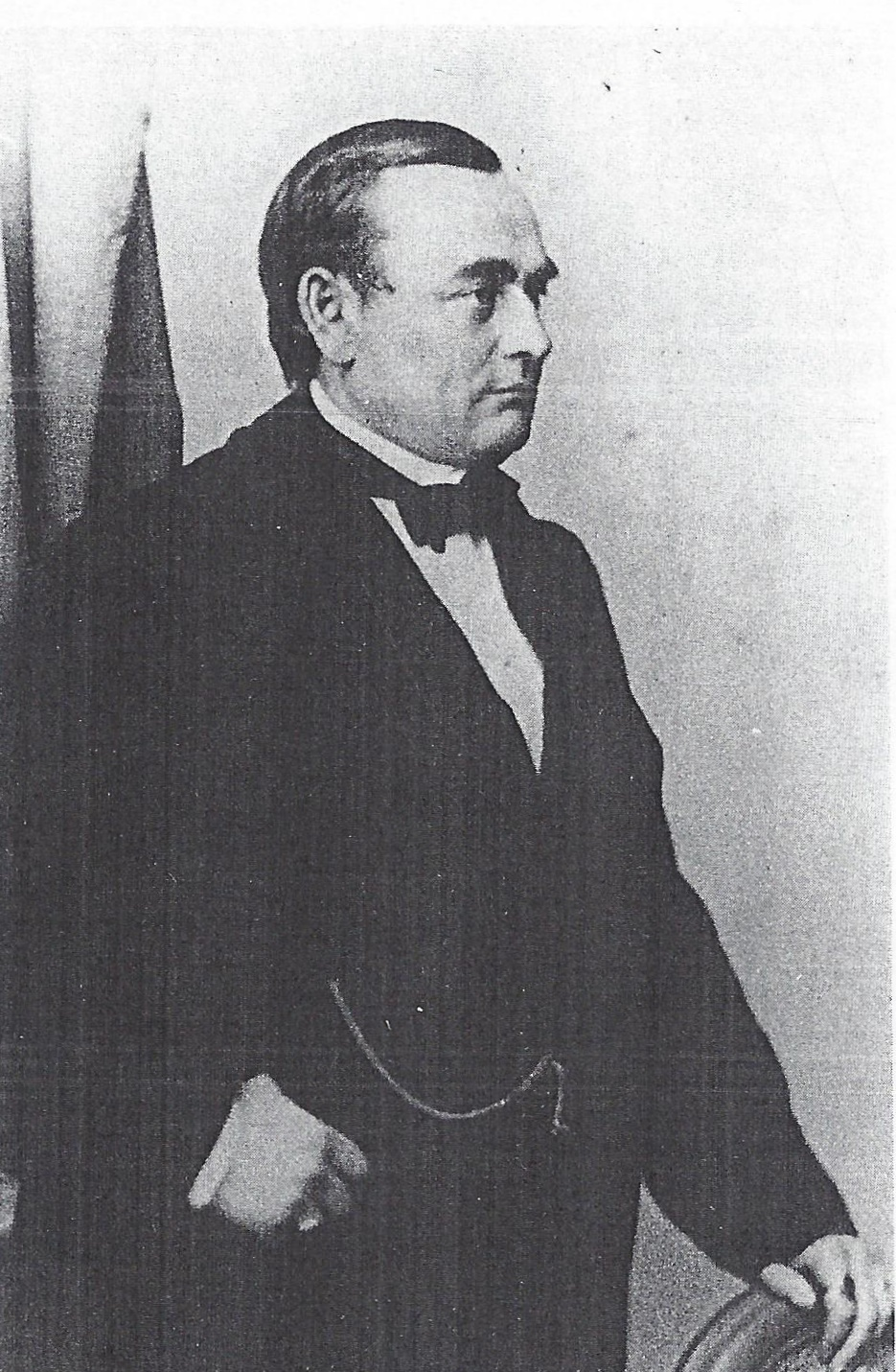
Georg Curt von Einsiedel

Georg Curt von Einsiedel (* 27. Dezember 1823 in Bautzen; † 16. April 1887 in Dresden) war ein deutscher Verwaltungsjurist und Abgeordneter im Königreich Sachsen.

## Leben
Georg Curt von Einsiedel entstammte dem Adelsgeschlecht Einsiedel. Er studierte an der Universität Leipzig und wurde 1841 Mitglied des Corps Misnia Leipzig. 1853 in Leipzig zum Regierungsrat befördert, wurde er zum Amtshauptmann der Amtshauptmannschaft Rochlitz (1856) und der Amtshauptmannschaft Annaberg (1860) ernannt.
Von August 1867 bis zur Reichstagswahl 1871 saß er für den Wahlkreis Königreich Sachsen 20 (Marienberg, Zschopau) und die Freikonservative Vereinigung im Reichstag des Norddeutschen Bunds. In dieser Eigenschaft gehörte er ab 1868 auch dem Zollparlament an. Von 1869 bis 1874 gehörte er der II. Kammer des Sächsischen Landtags an. Von 1874 bis 1883 war Einsiedel Kreishauptmann von Dresden. Danach war er Abteilungsdirektor im königlich-sächsischen Innenministerium.